# Dilbert
Dilbert ist ein Comicstrip von Scott Adams.
Der Strip spielt hauptsächlich in einem fiktiven Unternehmen, das technische Produkte herstellt, deren genaue Art nie explizit genannt wird, die aber vollkommen untauglich sind („Unser Produkt kommt in unseren eigenen Benchmark-Tests am schlechtesten weg“). Da Dilbert und zumindest seine Kollegen Alice und Asok exzellente Ingenieure sind, die technische Probleme im Handumdrehen lösen, lässt sich der Misserfolg des Unternehmens nur auf unfähiges Management zurückführen. Inhalt des Strips sind die Konflikte, Reibereien und Missverständnisse des Arbeitsalltages.

## Inhalt

### Hauptfiguren
DilbertAngestellter Programmierer, Software-Entwickler und Ingenieur mittleren Alters, dessen hohe fachliche Fähigkeiten jedoch von den Strukturen des Unternehmens erdrückt werden. Privat ist er unfreiwillig alleinstehend; jeder Versuch einer Kontaktaufnahme mit Frauen scheitert an seinem Mangel an Romantik. Sein Erkennungsmerkmal ist die wellenförmige, hautfarbene Schädeldecke. Bis Oktober 2014 trug er außerdem eine stets nach oben gebogene rot-schwarze Krawatte über einem weißen Kurzarmhemd. Seit der neue Dresscode business dorky angeordnet wurde, trägt Dilbert ein rotes Polohemd und einen Lanyard mit Ausweis um den Hals. Im Gegensatz zu anderen Figuren hat sein Gesicht im Comic fast nie einen Mund.
AliceEine fachlich hervorragende, aber stets überarbeitete und jähzornige Ingenieurin, die ihren Standpunkt mit Einschüchterungen, Sarkasmen, Beschimpfungen oder auch roher Gewalt durchsetzt – ihre „Todesfaust“ schlägt Löcher in die Körper anderer Figuren. Ihr Kennzeichen ist eine dreieckige brünette Lockenfrisur.
WallyEin älterer, bis auf drei Haare hinter jeder Ohrmuschel glatzköpfiger bebrillter Angestellter, der große Mengen Kaffee trinkt und sich ansonsten ganz offen vor jeglicher Arbeit oder Verantwortung drückt. Er findet raffinierte Erklärungen dafür, dass seine Projekte niemals Fortschritte machen, und bringt seine respektlosen Einstellungen gegenüber dem Unternehmen und der Geschäftsleitung mit viel Zynismus zum Ausdruck.
AsokDer indische Praktikant, dargestellt mit dunklerem Teint, verfügt über höchste Intelligenz, überragende fachliche Kompetenzen und auch einige magische Fähigkeiten wie Telekinese. Seine guten Ideen sowie seine Versuche, sich anzupassen, scheitern aber stets an seiner niedrigen Position als Praktikant, seinem Mangel an Selbstbewusstsein sowie an der Unfähigkeit des Vorgesetzten, sein Talent zu erkennen.
Der ChefDer Vorgesetzte der Hauptfiguren hat im Comic keinen Namen. Die Leserschaft hat ihm aufgrund seines aus jedem Blickwinkel tropfenförmig hochstehenden Haarkranzes den englischen Übernamen Pointy-Haired Boss („spitzhaariger Chef“) gegeben, kurz PHB. Es mangelt ihm nicht nur vollkommen an technischem Verständnis, er zeigt auch keinerlei echte Führungsqualitäten. Mitarbeiterführung besteht für ihn darin, willkürlich sinnlose, aber angeblich den modernsten Managementtrends folgende Maßnahmen anzuordnen oder unerfüllbare Forderungen an sein Team zu stellen, ohne dessen Arbeit auch nur im Mindesten zu verstehen oder zu schätzen. Oftmals lässt er sie Überstunden arbeiten, um am anderen Tag nichts mehr von diesem Projekt oder dessen Dringlichkeit zu wissen. Technische Gadgets begeistern ihn, er ist aber mit ihrer Handhabung überfordert.

### Weitere Figuren
- Carol, die Sekretärin des PHB, hasst ihren Vorgesetzten sowie alle anderen Mitarbeiter und erschwert ihnen das Leben, wo sie nur kann. Obwohl sie einen Master in Business Administration (MBA) hat, hat ihr der PHB klargemacht, dass sie nie über den Rang einer Sekretärin hinaus befördert werden wird.
- Die Technische Redakteurin Tina fühlt sich stets persönlich angegriffen, wenn man sie auf ihre Arbeit oder einzuhaltende Termine anspricht.
- Der Angestellte Ted dient als universell einsetzbarer Lückenfüller, wenn für einen Strip eine weitere Person benötigt wird. Häufig wird er aus völlig absurden Gründen gefeuert.
- Leitende Personen oberhalb des PHB werden meist mit extrem in die Höhe gezogenen Glatzköpfen dargestellt. Sie interessieren sich nur für Geschäftsergebnisse und haben fachlich keine Ahnung von ihrem Betrieb.

Einige Figuren erscheinen nur sporadisch, doch wiederholt:
- Medical Mel, der alle in seiner Umgebung mit den laut vorgetragenen Details seiner zahlreichen Krankheiten belästigt
- Topper, der einem inneren Zwang unterliegt, im Gespräch jede Aussage eines anderen sofort überbieten (englisch to top) zu müssen, was zu absurdesten Übertreibungen führt
- Dilberts Mutter Dilmom
- der hyperintelligente Müllmann/Hausmeister
- der Dämon Phil („The Prince Of Insufficient Light“, Prinz des ungenügenden Lichts) trägt einen roten Overall mit Schwanz und zwei Hörnern. Nach eigener Aussage „für Teufelsarbeit nicht zugelassen“, bestraft er belanglose Fehler mit belanglosen Strafen. Statt eines Dreizacks hält er einen großen Löffel in einer Hand, mit dem er selten etwas anfangen kann.

Im Comic gibt es sprechende Tiere, die teilweise in die menschliche Arbeitswelt integriert sind.
- Die Personalabteilung von Dilberts Unternehmen wird von Catbert geleitet, einer Katze, deren geheimes Ziel allein darin besteht, die Beschäftigten zu knechten und zu unterdrücken.
- Dogbert, Dilberts Hund, verachtet wie Catbert alle Menschen, aber ganz besonders Dilbert. Sein Ziel ist die Weltherrschaft und die Versklavung aller Menschen, woraus er auch kein Geheimnis macht. Daher tritt er oft als externer Berater für das Unternehmen auf, berechnet dafür riesige Honorare und demütigt seine Kursteilnehmer.
- Die Ratte Ratbert ist das gutmütigste der Tiere. Ratbert ist ein naiver Optimist, der die Anerkennung von jedermann sucht und immer wieder als Versuchstier missbraucht wird.
- der grüne Dinosaurier Bob

Dass Hund und Katze die selbsterklärten Feinde der Menschen sind, während die Ratte das liebenswerte Tier ist, steht im Gegensatz zu den gesellschaftlich üblichen Tierrollen.

### Elbonien
Elbonien ist ein fiktives osteuropäisches „Vierte-Welt-Land“ im Dilbert-Universum. Es ist von Männern mit schwarzen Vollbärten und hohen, augenbedeckenden Fellmützen bevölkert, man steht dort immer bauchtief im Schlamm und die wirtschaftliche Inflation ist gewaltig. Gelegentlich spielen ganze Strips in Elbonien; häufiger wird Elbonien nur erwähnt oder einzelne Elbonier gelangen in Dilberts Lebenswelt.
Die Zusammenarbeit zwischen Dilberts Unternehmen und Elbonien parodiert den Trend zum Outsourcing in günstige Länder mit Billigarbeitern. Produktwirtschaftlich hat die Zusammenarbeit mit Elbonien nicht den geringsten Sinn. Aus Besonderheiten der elbonischen Kultur ergeben sich große, mitunter lebensgefährliche Konflikte.

## Entstehung und Veröffentlichungsgeschichte
1989 entwickelte Adams die Figur Dilbert, und 1993 erschien Dilbert erstmals in einer US-amerikanischen Lokalzeitung. Die Comic-Strips wurden zuerst von United Feature Syndicate  und ab 2011 von Universal Uclick vertrieben und erschienen in etwa 2000 Tageszeitungen weltweit. Dilbert war 1995 der erste von einem Syndikat herausgebrachte Internet-Comic. Ein E-Mail-Newsletter sowie ein kostenloses Plug-in für Mozilla Firefox für den täglichen Dilbert-Comicstrip waren verfügbar. Die deutschsprachigen Syndikationsrechte lagen bei Bulls Press.
An jedem Wochentag erschien auf der Website ein neuer Strip mit drei Panels, dessen Handlung isoliert stehen oder sich als Fortsetzung über mehrere Tage erstrecken kann. Sonntags erschien ein größerer Strip von acht Panels in zwei Zeilen mit abgeschlossener Handlung, die nicht an die umgebenden Wochentags-Strips anknüpft.
2001 beauftragte Scott Adams das Designunternehmen IDEO, den perfekten Cubicle für Dilbert zu entwickeln.
Im April 2008 wurde die Website auf Flash umgestellt. Nach heftigen Protesten seitens der Leserschaft wurde eine zusätzliche flashfreie Version eingerichtet.
Ende Februar 2016 erläuterte Scott Adams, warum die täglich veröffentlichten Zeichnungen für sechs Wochen einen anderen Zeichenstil erhielten: Da seine Hand Ruhe und Rehabilitation brauche, arbeite die nächsten sechs Wochen ein Ersatzzeichner für ihn.
Seit Beginn der Coronazeit 2020 griffen die Comicstrips von Dilbert die damalige Situation zum Beispiel durch das Tragen einer Maske auf und thematisierten das auch stark.

### Weitreichende Absetzung im Februar 2023
Nach Äußerungen von Adams in seinem Videopodcast im Februar 2023, die als Aufruf zur Rassentrennung verstanden wurden, beendeten zahlreiche US-Zeitungen, unter anderem die Washington Post, USA Today und die Los Angeles Times, die Veröffentlichung seines Comics.
Adams hatte angegeben, dass er sich bisher mit der Gruppe der Afroamerikaner identifiziert hätte, jedoch eine repräsentative Umfrage des Meinungsforschungsinstituts Rasmussen seine Einstellung geändert hatte. Darin hatten 47 % der Afroamerikaner angegeben, dass sie die Aussage „It’s OK to be white“ (ein von weißen Rassisten verwendeter Slogan) ablehnten oder in ihrer Einstellung dazu unsicher seien. Adams gab an, dass er durch diese Umfrage realisiert habe, dass er mit seiner Unterstützung und Identifikation mit der schwarzen Bevölkerungsgruppe der USA Teil einer Hassgruppe geworden sei und empfahl, von Afroamerikanern Abstand zu halten. Gegen die erhobenen Rassismusvorwürfe wehrte sich Adams, seine Aussagen seien aus dem Kontext gerissen worden.

### Einstellung und Dilbert Reborn im März 2023
Am 12. März 2023 erschien der letzte öffentlich zugängliche Dilbert-Strip auf dilbert.com. Anschließend wurde diese URL in eine Weiterleitung umgewandelt und damit auch der Abruf aller bereits erschienenen Strips unterbunden. Am 13. März 2023 erschien mit Dilbert Reborn ein Nachfolger, der nur gegen Bezahlung abgerufen werden kann. Dilbert Reborn ist nach Aussagen des Autors „schärfer als das Original“.

## Fernsehserie
Adams produzierte in Zusammenarbeit mit Larry Charles eine Dilbert-Fernseh-Zeichentrickserie. Die Serie umfasst 30 Folgen, die in zwei Staffeln ausgestrahlt wurden (US-Erstausstrahlung 1999 bis 2000). Sie ist in den USA auf DVD erhältlich und wurde in Deutschland beim Pay-TV-Sender Premiere und dem Kabelsender Tele 5 ausgestrahlt. Seit Ende Mai 2016 ist die Serie in einer DVD-Komplettbox in deutscher Sprache auf dem Markt.

## Veröffentlichung im deutschsprachigen Raum
In Deutschland erschienen Dilbert-Comics u. a. von 2004 bis zum 26. Februar 2023 in der Online-Ausgabe der VDI nachrichten, dem Mitgliedsblatt des Vereins Deutscher Ingenieure. Früher erschienen die Comics in der Financial Times Deutschland. Auf der Website der Süddeutschen Zeitung erschienen von 2010 bis Juni 2021 werktäglich Comics mit Dilbert zusammen mit den Peanuts von Charles M. Schulz und Reality Check von Dave Whamond.

## Bücher (Auswahl)
- Scott Adams: Das Dilbert-Prinzip. Verlag moderne Industrie mi, Landsberg 1997, ISBN 3-478-35630-X.
- Scott Adams: Dogbert’s Top-Secret Management Handbuch. mi, Landsberg 1998, ISBN 3-478-34140-X (deutsch).
- Scott Adams: Dilbert Future. mi, Landsberg 1998, ISBN 3-478-36010-2.
- Scott Adams: Dilbert und die Stunde des Wiesels. Redline/mi, München 2003, ISBN 3-478-37051-5.
- Scott Adams: Dilbert, Sexmaniac. Achterbahn, Kiel 2003, ISBN 3-89982-209-9.